# 9478 Caldeyro
A 9478 Caldeyro (ideiglenes jelöléssel 2148 P-L) a Naprendszer kisbolygóövében található aszteroida. Cornelis Johannes van Houten, Ingrid van Houten-Groeneveld és Tom Gehrels fedezte fel 1960. szeptember 24-én.